# Trisselwand
Il Trisselwand (anche Trisselberg e Trisselkogel) è una montagna alta 1.754 m nei Monti Totes  in Austria . La montagna, che si erge a circa 1.000 metri sopra il Lago di Altaussee con la sua imponente parete rocciosa alta 600 metri, è considerata, insieme al Loser, la montagna locale del comune di Altaussee. Il suggestivo pilastro ovest, noto anche come pilastro prussiano, separa il muro ovest dal muro sud-ovest.

## Geografia
Il Totes Gebirge o monti Totes è un gruppo montuoso delle Alpi calcaree settentrionali nella Stiria settentrionale e nell'Alta Austria meridionale. Raggiunge il suo punto più alto nel Großer Priel a 2515 m sopra il livello del mare. R. La catena montuosa fortemente carsica è costituita principalmente da calcare del Dachstein ed è considerata la più grande area carsica calcarea dell'Europa centrale in termini di superficie. L'area scorre in gran parte sottoterra ed è attraversata da numerose grandi grotte, tra cui la grotta più lunga dell'Austria, il sistema di grotte di Schönberg, lungo oltre 155 chilometri. Il Totes Gebirge è aperto al turismo attraverso i rifugi del Club alpino, un'ampia rete di sentieri e diverse aree di sport invernali . Il nome deriva dalla scarsità d'acqua dovuta alla mancanza di sorgenti o canali fuori terra e dalla diffusa carenza di piante sull'altopiano centrale.

## Origine del nome
Il nome Trissel (muro) deriva molto probabilmente dall'antico slavo “drstelj” (= calce, roccia frantumata, sabbia).

## Accesso e scalate
Il Trisselwand è sicuramente una delle cime più scalate del Totes Gebirge: la vista del Loser sopra il lago Altaussee, del Dachstein con il ghiacciaio di Hallstatt, del Grimming a sud e del lago Grundlsee con la Weiße Wand sullo sfondo è semplicemente travolgente. La salita al monte è poco conosciuta e completamente priva di indicazioni e non facile da trovare in alcuni punti.
- Dal centro del paese Altaussee (712 m) attraverso il Tressensattel (963 m) sul sentiero n. 233, tempo di percorrenza circa 4 ore.
- Vie di arrampicata attraverso la parete ovest e sud-ovest del Trisselwand ( da III+ a VII-) [4] [5], partono da Gamsstelle (1.300 m).

La parete sud-ovest è stata scalata per la prima volta nel 1906 da Karl Greenitz, Franz Kleinhans e Hans Reinl attraverso il Reinlweg (III e II), il pilastro ovest è stato conquistato nel 1911 da Paul Preuss con Grete Loew e Hans Hüdl in stile di arrampicata libera (V e IV)  e la parete ovest infine nel 1935 da Kurt Reifschneider e Franz Krippner (V).